# Kenneth Johnson
Kenneth Culver Johnson (Pine Bluff, 26 ottobre 1942) è un regista, sceneggiatore e produttore televisivo statunitense.

## Biografia
Johnson si è laureato alla Carnegie Institute of Technology. È il creatore del personaggio della serie La donna bionica (1976) di cui fu anche produttore. 
La donna bionica è uno spin-off della serie L'uomo da sei milioni di dollari di cui scrisse e produsse alcuni episodi.
Porta sullo schermo come produttore e regista un difficile personaggio, che si rivela un successo mondiale: L'incredibile Hulk, interpretato da Lou Ferrigno e Bill Bixby.
Nel 1983 realizza una serie TV di fantascienza divenuta cult nella storia dei serial: Visitors.

## Filmografia parziale

### Regista

#### Cinema
- Corto Circuito 2 (Short Circuit 2) (1988)
- Steel (1997)

#### Televisione
- La Donna Bionica (The Bionic Woman) – serie TV, 3 episodi (1976-1977)
- L'incredibile Hulk (The Incredible Hulk) – serie TV, 4 episodi (1977-1980)
- Alien Nation – serie TV, 1 episodio (1989)
- Non guardare sotto il letto (Don't Look Under the Bed) – film TV (1999)
- Zenon - Ragazza stellare (Zenon: Girl of the 21st Century) – film TV (1999)

### Produttore

#### Televisione
- L'uomo da sei milioni di dollari (The Six Million Dollar Man) – serie TV, 9 episodi (1975-1976)
- La donna bionica (The Bionic Woman) – serie TV, 41 episodi (1976-1977)
- L'incredibile Hulk (The Incredible Hulk) – serie TV, 81 episodi (1978-1982)
- V - Visitors (V) – miniserie TV (1983)
- V: The Final Battle – miniserie TV (1983)
- Alien Nation – serie TV, 21 episodi (1989-1990)